# 盧映潔
盧映潔（1968年—），德國杜賓根大學法學博士，現為國立中正大學法律系教授。主要研究領域為刑事實體法（師承林山田教授）、刑事訴訟法、刑事政策，其專長領域包括被害者保護、性侵害案件之現象與再犯預防、修復性司法、刑事政策成效評估等，並主張廢除死刑。
盧映潔有許多受人非議言行，像例如曾在電視上做出疑似指責受害者的發言而廣受撻伐，之後試圖控告批判自己言論的網民妨害名譽不成，後又因誹謗同校老師被判刑。

## 爭議

### 對於死刑存廢問題所發表之言論造成爭議
2010年3月，在公視「爸媽囧很大」節目中參與討論死刑存廢問題。站在贊成廢除死刑立場，舉某性侵死刑犯為例，指被害少女都因半夜逛網路聊天室，受凶手邀請赴約，被帶往甘蔗園性侵得逞，「想問各位爸媽，你小孩晚上有沒有起來上網？為什麼三、四點不睡覺跟陌生人出去，你們都不知道？」上述言論因疑似指責受害者而造成社會一片譁然。
引起社會聳動之後沒幾天，盧映潔委託學生（ID為owllie）在網路論壇PTT上發表一封公開信，詳細說明她的主張：該節目播出之內容經過剪接，其真正希望表達的意思是，犯罪原因很多，並不是單方面指責被害人有錯就能解決犯罪背後潛藏的社會問題。應該要深入探究犯罪者的個人動機、是否家庭功能欠缺、無法融入校園生活、社會結構問題等等，才能進而預防犯罪的再次發生。殺掉一個已經變壞的人，只是便宜行事而已，並不能解決背後這一整串社會問題；簡單殺掉一個「惡魔」，甚至容易讓人誤以為已經處理了問題，而留下有問題的環境繼續形成下一個「惡魔」。然而這段應該能引人思考的部分卻未被播出，只剩下容易引起激憤的質問被害人父母的部分。
有部份網友於網路上發表了帶有侮辱性的如「腦殘」、「腦袋有洞」、「白癡老師」、「智障」、「低能到翻」等評論，甚至有「祝她的女兒，三更半夜在外被姦殺」。盧映潔因此於數日之內立刻對於這些一共108位網友一邊提出告訴，又一邊在網路等媒介警告這些人其行動可能有需負之刑責。過程中她對網友表示她既然自稱言論遭節目斷章取義，就應該向電視台要求更正，而非針對受誤導的網友提告一事，盧映潔沒有做出任何回應。
對此，資深媒體人周玉蔻在莊秀銘主持的TVBS頻道政論節目《2100周末開講》中表示：「自己就算冒著被告的危險」，也要說：「盧映潔教授才是真正的偽善！」、「有心胸原諒死刑犯，卻沒心胸寬恕網友。」周玉蔻和莊秀銘也因此被盧映潔提出《中華民國刑法》公然侮辱罪與誹謗罪的告訴。
嗣後，盧映潔表示，已經遭其提告的網友，只要有誠意道歉都可以和解。盧映潔在媒體採訪時說她開出的和解條件是：「未成年及學生捐慈善團體1,000元、成人5,000元」為原則，並且要求主動與她聯繫填和解書和道歉，她都會撤告。但是在她寄給朱學恆的和解書中，受款的慈善團體則是她自己指定的，似乎沒有任網友自選受款對象的空間。
遭到提出告訴的網友中，亦包含網路名人朱學恒。朱學恒認為，盧映潔去函要求其道歉暨簽署具結書，有打壓言論自由之嫌，因此拒絕道歉，但可能也牽涉出對於言論自由的保護範圍的爭議。而且，朱學恆說他感覺，收到的來函中所謂和解似乎是以她所指定的特定單位做為受款人。朱學恆發表網誌文章表示：「想讓我噤口不言？想都別想，歡迎來告！」「我是一步也不會後退的，你們儘管上！」

#### 結局
大多數被提出告訴的網友與盧映潔聯繫後達成和解，盧撤回告訴。在未和解的對象中，台北地檢署受理的朱學恆、周玉蔻、莊秀銘等人獲不起訴處分（後盧映潔向台北地院聲請交付審判亦遭駁回）。但是之後在嘉義提告的部分，有兩位不願和解的網友遭到嘉義地檢署的起訴，最後仍以和解收場（嘉義地院100易字第610號案）。其餘在台北提告者，皆獲不起訴處分。

### 妨害名譽案
盧映潔於民國102年（2013年）4月2日在其臉書上發言，暗指同校教授陳慈幸在課堂上說，法院應該要把江國慶案中的當事人許榮洲立即判死刑，不然正義蕩然無存、警察為逮捕人犯可強徵民車；發文中還指，該位老師不懂何謂罪刑法定原則，不懂何謂拘束人身自由的保安處分（冏，美國警匪片看太多了吧；冏，ＯＯ系大一的都懂）」等內容不實且足以貶損陳慈幸人格尊嚴與社會評價之訊息言論，供不特定網友得以連結閱覽之。陳慈幸委任中正大學法律系教授蔡華凱提起民、刑事訴訟，民事方面盧映潔敗訴，刑事方面也於民國106年（2017年）被判有罪確定（判處拘役40日）。

### 與同校師生互告
盧映潔於2015年不滿中正大學同校犯防所教授陳慈幸、林明傑與法律系教授蔡華凱與3名研究生撰寫之報告引用其接受中央社專訪的內容，向校方檢舉並控告6名師生違反著作權法，台北地檢署給予6名被告不起訴處分（後盧映潔向台北地院聲請交付審判亦遭駁回）。而後蔡華凱等2人反告盧映潔誣告、妨害名譽，台北地檢署則給予盧映潔不起訴處分。

### 製造假證據事件
盧映潔與同校教授陳慈幸的妨害名譽二審官司中，要求同校林明傑教授串供製造假證據；她亦提出學生的錄音證明學生是她的消息來源而企圖脫罪，此說法當庭被法官推翻，法官表示此錄音是在學生不知情下由盧映潔偷錄，因可能有被剪接屬於不合法的證據而不予採用，法官亦斥責盧映潔陷證人於不義。